# Starbienino
Starbienino (nazwa oboczna Starbinino; kaszb. Starbiénino) – wieś kaszubska w Polsce położona w województwie pomorskim, w powiecie wejherowskim, w gminie Choczewo na obszarze Pobrzeża Kaszubskiego. Wieś jest siedzibą sołectwa Starbienino, w którego skład wchodzą również miejscowości Lublewo Lęborskie i Lublewko. Znajdują się tu elektrownia wiatrowa i filia Kaszubskiego Uniwersytetu Ludowego (Ośrodek Edukacji Ekologicznej). W kierunku południowo-zachodnim od Starbienina znajduje się jezioro Choczewskie.
W latach 1975–1998 miejscowość należała administracyjnie do województwa gdańskiego.

## Demografia
Współczesna struktura demograficzna wioski Starbienino na podstawie danych z lat 1995–2009 według roczników GUS-u, z prezentacją danych z 2002 roku:

| WYSZCZEGÓLNIENIE | WYSZCZEGÓLNIENIE | WYSZCZEGÓLNIENIE | WYSZCZEGÓLNIENIE | WYSZCZEGÓLNIENIE | J. m.       | POPULACJA MIESZKAŃCÓW (w przedziałach wiekowych w 2002 roku) | POPULACJA MIESZKAŃCÓW (w przedziałach wiekowych w 2002 roku) | POPULACJA MIESZKAŃCÓW (w przedziałach wiekowych w 2002 roku) | POPULACJA MIESZKAŃCÓW (w przedziałach wiekowych w 2002 roku) | POPULACJA MIESZKAŃCÓW (w przedziałach wiekowych w 2002 roku) | POPULACJA MIESZKAŃCÓW (w przedziałach wiekowych w 2002 roku) | POPULACJA MIESZKAŃCÓW (w przedziałach wiekowych w 2002 roku) | POPULACJA MIESZKAŃCÓW (w przedziałach wiekowych w 2002 roku) | POPULACJA MIESZKAŃCÓW (w przedziałach wiekowych w 2002 roku) |             |
| WYSZCZEGÓLNIENIE | WYSZCZEGÓLNIENIE | WYSZCZEGÓLNIENIE | WYSZCZEGÓLNIENIE | WYSZCZEGÓLNIENIE | J. m.       | OGÓŁEM                                                       | 0-9                                                          | 10-19                                                        | 20-29                                                        | 30-39                                                        | 40-49                                                        | 50-59                                                        | 60-69                                                        | 70-79                                                        |             |
| ---------------- | ---------------- | ---------------- | ---------------- | ---------------- | ----------- | ------------------------------------------------------------ | ------------------------------------------------------------ | ------------------------------------------------------------ | ------------------------------------------------------------ | ------------------------------------------------------------ | ------------------------------------------------------------ | ------------------------------------------------------------ | ------------------------------------------------------------ | ------------------------------------------------------------ | ----------- |
| I.               | OGÓŁEM           | OGÓŁEM           | OGÓŁEM           | OGÓŁEM           | os.         | 52                                                           | 5                                                            | 10                                                           | 12                                                           | 8                                                            | 7                                                            | 4                                                            | 3                                                            | 3                                                            |             |
| I.               | —                | odsetek          | odsetek          | odsetek          | %           | 100                                                          | 9,6                                                          | 19,2                                                         | 23,1                                                         | 15,4                                                         | 13,4                                                         | 7,7                                                          | 5,8                                                          | 5,8                                                          |             |
| I.               | 1.               | WEDŁUG PŁCI      | WEDŁUG PŁCI      | WEDŁUG PŁCI      | WEDŁUG PŁCI | WEDŁUG PŁCI                                                  | WEDŁUG PŁCI                                                  | WEDŁUG PŁCI                                                  | WEDŁUG PŁCI                                                  | WEDŁUG PŁCI                                                  | WEDŁUG PŁCI                                                  | WEDŁUG PŁCI                                                  | WEDŁUG PŁCI                                                  | WEDŁUG PŁCI                                                  | WEDŁUG PŁCI |
| I.               | 1.               | A.               | Mężczyzn         | Mężczyzn         | os.         | 23                                                           | 1                                                            | 5                                                            | 4                                                            | 5                                                            | 2                                                            | 3                                                            | —                                                            | 3                                                            |             |
| I.               | 1.               | A.               | —                | odsetek          | %           | 44,2                                                         | 1,9                                                          | 9,6                                                          | 7,7                                                          | 9,6                                                          | 3,8                                                          | 5,8                                                          | —                                                            | 5,8                                                          |             |
| I.               | 1.               | B.               | Kobiet           | Kobiet           | os.         | 29                                                           | 4                                                            | 5                                                            | 8                                                            | 3                                                            | 5                                                            | 1                                                            | 3                                                            | —                                                            |             |
| I.               | 1.               | B.               | —                | odsetek          | %           | 55,8                                                         | 7,7                                                          | 9,6                                                          | 15,4                                                         | 5,8                                                          | 9,6                                                          | 1,9                                                          | 5,8                                                          | —                                                            |             |

 Rysunek 1.1 Piramida populacji — struktura płci i wieku wioski
| I. | OGÓŁEM | OGÓŁEM  | OGÓŁEM            | OGÓŁEM            | OGÓŁEM            | os.     | 52      | 23      | 29      |         |         |         |         |         |         |         |         |         |         |         |
| I. | —      | odsetek | odsetek           | odsetek           | odsetek           | %       | 100     | 44,2    | 55,8    |         |         |         |         |         |         |         |         |         |         |         |
| I. | 1.     | W WIEKU | W WIEKU           | W WIEKU           | W WIEKU           | W WIEKU | W WIEKU | W WIEKU | W WIEKU | W WIEKU | W WIEKU | W WIEKU | W WIEKU | W WIEKU | W WIEKU | W WIEKU | W WIEKU | W WIEKU | W WIEKU | W WIEKU |
| I. | 1.     | A.      | Przedprodukcyjnym | Przedprodukcyjnym | Przedprodukcyjnym | os.     | 12      | 5       | 7       |         |         |         |         |         |         |         |         |         |         |         |
| I. | 1.     | A.      | —                 | odsetek           | odsetek           | %       | 23,1    | 9,6     | 13,5    |         |         |         |         |         |         |         |         |         |         |         |
| I. | 1.     | B.      | Produkcyjnym      | Produkcyjnym      | Produkcyjnym      | os.     | 34      | 15      | 19      |         |         |         |         |         |         |         |         |         |         |         |
| I. | 1.     | B.      | —                 | odsetek           | odsetek           | %       | 65,4    | 28,9    | 36,5    |         |         |         |         |         |         |         |         |         |         |         |
| I. | 1.     | B.      | a.                | mobilnym          | mobilnym          | os.     | 27      | 12      | 15      |         |         |         |         |         |         |         |         |         |         |         |
| I. | 1.     | B.      | a.                | —                 | odsetek           | %       | 51,9    | 23,1    | 28,8    |         |         |         |         |         |         |         |         |         |         |         |
| I. | 1.     | B.      | b.                | niemobilnym       | niemobilnym       | os.     | 7       | 3       | 4       |         |         |         |         |         |         |         |         |         |         |         |
| I. | 1.     | B.      | b.                | —                 | odsetek           | %       | 13,5    | 5,8     | 7,7     |         |         |         |         |         |         |         |         |         |         |         |
| I. | 1.     | C.      | Poprodukcyjnym    | Poprodukcyjnym    | Poprodukcyjnym    | os.     | 6       | 3       | 3       |         |         |         |         |         |         |         |         |         |         |         |
| I. | 1.     | C.      | —                 | odsetek           | odsetek           | %       | 11,5    | 5,7     | 5,8     |         |         |         |         |         |         |         |         |         |         |         |

## Literatura
1. Bielec Jan (red.), Szwałek Stanisława: Wykaz urzędowych nazw miejscowości w Polsce. Ministerstwo Administracji, Gospodarki Terenowej i Ochrony Środowiska. T. III: P - Ż. Warszawa: GUS, 1982. Brak numerów stron w książce